# Max Hartmann (Politiker)
Max Hartmann (* 21. Februar 1874 in Höxter; † 13. Juli 1910 in Marburg) war ein deutscher Richter und Politiker.
Hartmann war der Sohn des Oberlandesgerichtspräsidenten Max Hartmann (1841–1926) und dessen Ehefrau Josephine, geborene Mothes (1848–1934). Er heiratete Frieda Hackbart. Hartmann besuchte das Gymnasium in Schneidemühl und studierte ab 1893 Rechtswissenschaften in Göttingen. Er war Amtsrichter am Amtsgericht Korbach. Vom 2. November 1909 bis zum 13. Juli 1910 war er für den Wahlkreis Kreis des Eisenbergs Abgeordneter im Landtag des Fürstentums Waldeck-Pyrmont.